# Свети Архангел Михаил (Ваксево)
Вижте пояснителната страница за други значения на Свети архангел Михаил.
„Свети Архангел Михаил“ е възрожденска българска църква в село Ваксево, община Невестино, област Кюстендил. Църквата е архитектурен паметник на културата.
Построена е през 1863 г., според местни спомени, от майстор Лазар. Църквата е с каменен градеж, с широк подпокривен корниз, който по западната стена е начупен в тричелна аркада. От запад и север са оставени две врати с каменни рамки и с релефи по тях. Иконостасните икони са рисувани от Никола Образописов. Стенописите в средния купол и изображението на Света Варвара на стената са дело на беровския зограф Гаврил Атанасов.
Храмовият празник е на Архангеловден – 8 ноември.